# Теория пропаганды Лассуэлла
Теория пропаганды Лассуэлла — это теория, разработанная американским учёным Г. Лассуэллом и объединяющая в себе черты бихевиоризма и фрейдизма. Одна из первых теорий о пропаганде в западной политической науке, в разработке которой применялись контент-анализ и теории из области психологии. Пропаганда определяется как «менеджмент коллективных мнений с помощью манипуляций значимыми символами», в основе подхода лежит тезис о единой реакции на пропагандистское воздействие, а также тезис об уязвимости сознания среднего человека. Лассуэлл утверждал, что экономический кризис или растущий политический конфликт вызывают всеобщий психоз, и из-за этого люди становятся уязвимыми даже для грубых форм пропаганды. Когда среднестатистический человек ежедневно сталкивается с серьёзными угрозами, он обращается к пропаганде как к источнику успокоения и способу справиться с угрозой.
В связи с этим Лассуэлл разработал следующую рекомендацию: управление пропагандой в СМИ должна взять на себя научная технократия (англ. «scientific technocracy»), которая будет осуществлять отбор информации и тем самым противостоять опасностям, угрожающим демократии.

## Содержание теории

### Механизм действия пропаганды
Цель пропаганды — обеспечить мобилизацию и консолидацию масс вокруг единой цели. Однако Лассуэлл уточняет, что эта общая цель является одновременно специфической для каждой социальной группы и социального слоя — она формулируется множеством способов, каждый из которых рассчитан на особый слой населения. Чтобы обеспечить активное содействие всех, пропагандист должен научиться превращать «Войну в шествие в ту землю обетованную, которая наиболее привлекательна для каждой из заинтересованных групп».
Пропаганда как управление значимыми символами предполагает, по мнению Г.Лассуэлла, распространение прежде всего политических мифов и стереотипов.
Политический миф — это нечто, что не подвергается сомнению и потому не требует доказательства. Лассуэлл считал, что политический миф реализуется в политических доктринах и идеологиях. Чтобы продемонстрировать, что пропаганда обращается и к разуму, и к чувствам реципиентов, Лассуэлл вводит понятия «креденды» и «миранды».
- Креденда (доверие) — это сфера рационального сознания, более соответствующая политическим доктринам; к ней относятся уставы, конституции, декларации, договоры, обращённые к разуму и обеспечивающие доверие к власти на когнитивном уровне.
- Миранда (мираж, сверхъестественное) — это совокупность ритуалов и символов; она содержит такие коммуникативные средства, как лозунги, флаг, гимн, лидер (герой) движения, и рассчитана на эмоциональное восприятие, на пробуждение чувств лояльности.

По Лассуэллу, через пропаганду ведётся политическое управление обществом, реализуется язык власти. При этом, функция языка власти имеет рациональные цели и эмоциональные эффекты.
Лассуэлл утверждал, что людей нужно постепенно готовить к принятию идей и поступков. Пропагандистская кампания должна быть длительной, основанной на детальной стратегии, в соответствии с которой нужно постепенно внедрять, а потом культивировать новые образы и идеи. Нужно создавать символы и развивать в людях ассоциации между конкретными эмоциями и этими символами.

### Пропаганда и демократия
Большая часть из того, чего раньше можно было достичь при помощи насилия и запугивания, сегодня должна достигаться путём приведения доводов и убеждения. Демократия провозгласила диктатуру болтовни, а техника, позволяющая указывать диктатору, и называется пропагандой.Оригинальный текст (англ.)Most of that which formerly could be done by violence and intimidation must now be done by argument and persuasion. Democracy has proclaimed the dictatorship of palaver, and the technique of dictating to the dictator is named propaganda. 
Лассуэлл предлагал передать контроль над пропагандой через медиа новой элите, научной технократии, которая будет использовать знания во благо и обеспечит стабильность общества.

### Военная пропаганда
Главный труд Лассуэлла по этой теме — монография «Техника пропаганды в мировой войне», в которой производится разбор целей, задач и стратегий пропаганды в Первую мировую войну. На примере военной пропаганды делаются заключения о технологиях эффективного информационного воздействия, рабочих инструментах и способах организации пропагандистской деятельности.
Будучи представителем фрейдизма, Лассуэлл убеждён, что базовые инстинкты иррациональны и не подлежат сознательному контролю. Критическая ситуация, такая как война, даёт волю примитивным первобытным инстинктам, и именно на их мобилизации основана военная пропаганда. Чем выше уровень напряжённости в обществе, чем сильнее выражены в нём примитивные инстинкты, тем эффективнее будет работать пропаганда.
Лассуэлл полагает, что пропаганда — применение внушения как к собственным гражданам, так и к гражданам других стран — является одним из трёх орудий государства для борьбы с ведущим войну неприятелем, наравне с военным давлением и экономическим давлением.
Он выделяет следующие задачи военной пропаганды: возбуждать ненависть к неприятелю, поддерживать дружественные отношения с нейтральными государствами и с союзниками, восстанавливать против неприятеля нейтральные государства, разлагать противника и ослаблять силу неприятельского сопротивления.
Лассуэлл считает, что для мобилизации идей и мнений, требуемых в условиях войны, власть над мнением должна перейти в официальные руки. Причина для этого — то, что опасность, возникающая в результате свободы мнений, выше, чем та, которая могла бы получиться от искажения этих мнений.

### Этический аспект
Лассуэлл видит пропаганду как инструмент, который сам по себе не может быть признан ни плохим, ни хорошим с точки зрения этики: пагубно для общества не само применение пропаганды, а трансляция и насаждение неблагоприятных для общества идей. Пропаганда как попытка изменить воззрения людей выступает видом оружия — более «экономного», чем традиционные: это «инструмент тотальной политики вместе с дипломатией, экономическими мероприятиями и вооружёнными силами. Её цель заключается в экономии материальных затрат на мировое господство».

## Критика

### Липпман
У. Липпман был согласен с Лассуэллом в том, что среднестатистический человек не способен получить адекватное представление о происходящих событиях, и потому считал, не все, кто живёт в демократическом обществе, способны принимать правильные решения и иметь верные суждения. В связи с этим, идя вразрез с либертарианской теорией, Липпман, как и Лассуэлл, считал, что СМИ должны функционировать под контролем. Липпман предложил создать специальный орган, который должен тщательно анализировать информацию и направлять её правящим элитам, чтобы та впоследствии внушала общественности требуемую картину действительности, таким образом «освобождая» обычного человека от необходимости вникать во всё многообразие общественных проблем.

### Дьюи
Д. Дьюи был согласен с тем, что общественность плохо разбирается в реальном положении дел, но отрицал идею, что технократия должна влиять на распространяемую информацию и контролировать повестку.
Вместо этого, считал он, СМИ должны научить человека критически мыслить. Дьюи полагал, что концепции Липпмана и Лассуэлла напрасно сводят роль СМИ к роли внешних агентов, которые манипулируют стереотипами и эмоциями. Модель линейной коммуникации, на которой Липпман и Лассуэлл основывали суждения, также представлялась Дьюи слишком примитивной и не учитывающей всех особенностей процесса.
Дьюи выступал в защиту общественного просвещения как самого эффективного средства защиты демократии от тоталитаризма. Дьюи отводил СМИ ведущую роль в облегчении процесса общественной дискуссии, которую он считал важнейшей чертой демократического общества, в то время как Лассуэлл находил дебаты потенциально опасными для общественного порядка.

### Лазерсфельд и Клэппер
Лассуэлл, изучая пропаганду, разработал линейную модель коммуникации, которая отражает его бихевиористский подход: коммуникация представляется как простое воздействие коммуникатора на получателя, который выступает объектом, реагирующим на полученное сообщение. Таким образом, все выводы Лассуэлла об эффектах пропаганды строятся на модели, которая позже была признана неполной. Такие исследования в сфере коммуникаций, как «Выбор людей» П. Лазерсфельда и «Эффекты массовой коммуникации» Д. Клаппера, поставили под сомнение тезис Лассуэлла о беспомощности объекта коммуникации перед всеобъемлющим влиянием СМИ, которое Лассуэлл воспринимает как данность: Лазерсфельд ввёл понятие двухступенчатого потока информации, согласно которому воздействие СМИ опосредуется микрогруппой, в частности, «лидерами общественного мнения», причём, по Лазерсфельду, массовая коммуникация скорее способна осуществлять либо закрепление уже имеющихся у респондента сознательных предпочтений, либо актуализацию латентных предпочтений, и лишь в крайне редких случаях приводит к переходу на противоположные позиции. Клаппер же в своей книге утверждает, что объекты массовой коммуникации избирательны и выбирают только те медийные сообщения, которые отвечают их уже существующим убеждениям и взглядам.